# Crombec à sourcils blancs
Sylvietta leucophrys
Espèce
Statut de conservation UICN

 LC  : Préoccupation mineure
Le Crombec à sourcils blancs (Sylvietta leucophrys) est une espèce d'oiseaux de la famille des Macrosphenidae.

## Répartition

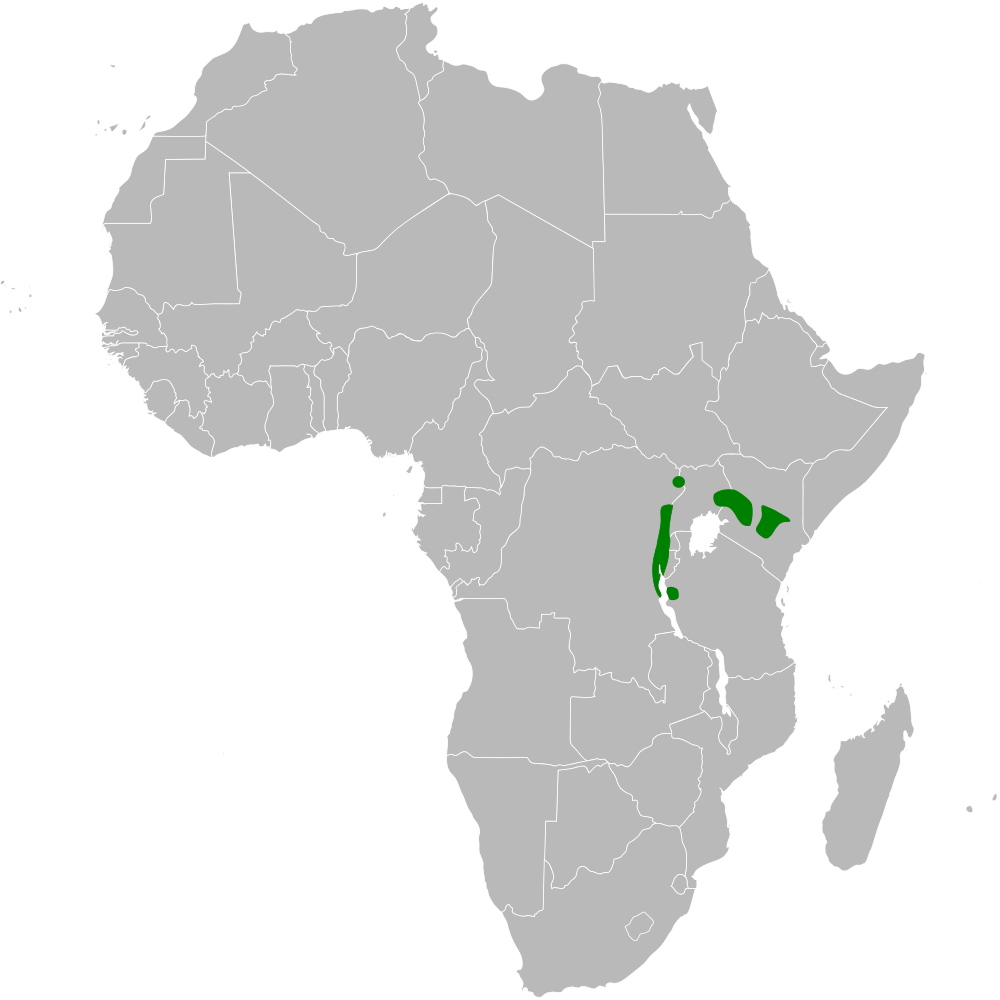
Distribution de l'espèce.

Cette espèce vit dans l'Est de l'Afrique.

## Taxinomie
Selon le la classification de référence du Congrès ornithologique international (version 7.1, 2017) et Alan P. Peterson il existe --- sous-espèces :
- Sylvietta leucophrys leucophrys Sharpe, 1891
- Sylvietta leucophrys chloronota Hartert, 1920
- Sylvietta leucophrys chapini Schouteden, 1947